# Rajd YU 1973
YU Rally 1973 (7. YU Rally) – 7 edycja rajdu samochodowego Rajd YU rozgrywanego w Jugosławii. Rozgrywany był od 10 do 13 maja 1973 roku. Była to dziewiąta runda Rajdowych Mistrzostw Europy w roku 1973 oraz jedną z rund Rajdowych Mistrzostw Jugosławii.

## Klasyfikacja rajdu
| Miejsce                      | Kierowca                     | Pilot                        | Samochód                     | Czas                         | Strata                       |                              |
| Klasyfikacja generalna i ERC | Klasyfikacja generalna i ERC | Klasyfikacja generalna i ERC | Klasyfikacja generalna i ERC | Klasyfikacja generalna i ERC | Klasyfikacja generalna i ERC | Klasyfikacja generalna i ERC |
| ---------------------------- | ---------------------------- | ---------------------------- | ---------------------------- | ---------------------------- | ---------------------------- | ---------------------------- |
| 1.                           | Donatella Tominz             | Gabriella Mamolo             | Fiat 124 Abarth Spider       | 2:14:52                      | 0.0                          |                              |
| 2.                           | Attila Ferjáncz              | Jenő Zsembery                | Renault 12 Gordini           | 2:21:48                      | +6:56                        |                              |
| 3.                           | Jaroslav Jelínek             | Svatopluk Kvaizar            | Škoda 120 S Rallye           | 2:22:05                      | +7:13                        |                              |
| 4.                           | Egon Culmbacher              | Werner Ernst                 | Wartburg 353                 | 2:35:20                      | +20:28                       |                              |
| 5.                           | Karl-Heinz Weigel            | Bernhard Malsch              | Wartburg 353                 | 2:38:22                      | +23:30                       |                              |
| 6.                           | Eberhard Asmus               | Christian Meischner          | Trabant P601                 | 3:26:51                      | +1:11:59                     |                              |
| 7.                           | Stoyan Kolev                 | Georgi Malkamov              | Renault 12 Gordini           | 3:37:34                      | +1:22:42                     |                              |
| 8.                           | Petar Kolić                  | Milivoje Nektarijevic        | BMW 2002 Ti                  | 4:18:50                      | +2:03:58                     |                              |
| 9.                           | Ivan Matošević               | Aleksandar Vučeković         | Volkswagen 1300              | 5:52:53                      | +3:38:01                     |                              |